# مرثية (استشهاد الحسين)
المرثية (الفارسية: مَرْثِیَه؛ الأردية: مرثیہ) هي قصيدة رثائية كُتبت لإحياء ذكرى استشهاد الحسين بن علي وعائلته وأصحابه في مأساة كربلاء. وهي من المراثي الدينية.

## الخلفية
كلمة مثية مشتقة من الكلمة العربية مرثية وهي شعر كُتب لإحياء ذكرى الحسين بن علي في معركة كربلاء وأهل البيت في الشعر الأردي.
ظهرت كلمة مرثية في اللغة الأردية لأول مرة في القرن السادس عشر في ممالك الدكن في الهند. وقد كُتبت على شكل وحدة من سطرين، مثل القصيدة العربية الاعتيادية، أو على شكل وحدة من أربعة أسطر، وهي الرباعيات. مع مرور الوقت، أصبحت المُسدّسة هي الشكل الأكثر ملاءمة للمرثية. في هذا النموذج، فإن الأسطر الأربعة الأولى من كل مقطع والتي يشار إليها باسم الفرقة لها مخطط قافية واحد بينما السطرين المتبقيين المشار إليهما باسم الطرف لهما مخطط قافية آخر. الشعراء الذين يتلون المرثية يُطلق عليهم اسم مارسياخوان.
وقد وجد هذا النموذج تربة ملائمة بشكل خاص في لكناو، وهي مجتمع شيعي مسلم مهم في شبه القارة الهندية، حيث كان يُنظر إليه باعتباره عملًا من أعمال التقوى في رثاء شهداء معركة كربلاء. كان مير بابار علي أنيس هو بطل هذا النوع.
من بين كتاب المرثية المشهورين باللغة الأردية مير بابار علي أنيس، ميرزا سلامات علي دبير، علي حيدر طباطبائي، نجم أفندي، جوش ملهابادي، وآخرون. ومن بين الشعراء الفارسيين المشهورين من هذا النوع محتشم كاشاني ونواب أحمد علي خان قيامات وساميت بروجردي. في اللغة التركية، قام باكي بتأليف مقطوعة موسيقية مهمة من هذا النوع.
كان مير بابار علي أنيس، الشاعر الأردي الشهير، مؤلفًا للسلامات والمراثي والنواح والرباعيات. في حين أن طول الرثاء لم يكن في البداية يتجاوز أربعين أو خمسين مقطعًا، فقد دفعه إلى ما يزيد على مائة وخمسين أو حتى أطول من مائتي مقطع أو شريط ، كما تُعرف كل وحدة من المرثية في شكل المصاحف . استفاد مير أنيس إلى حد كبير من مفردات اللغة العربية والفارسية والأردية والهندية والأودية. وقد أصبحت المرثية عنصرًا أساسيًّا من شهر محرم بين الناطقين باللغة الأردية في شبه القارة الهندية. كان أول تعبير نقدي رئيس ومعروف حتى الآن عن مير أنيس هو كتاب "موزنة أنيس ودبير" (1907) الذي كتبه شبلي نعماني والذي قال فيه "إن الصفات الشعرية ومزايا أنيس لا يضاهيها أي شاعر آخر".
كان تشانو لال ديلجير (حوالي 1780-حوالي 1848)، وهو شاعر مرثية آخر، قد وُلد في عهد نواب آصف الدولة، وزير نواب أوده. كان في البداية شاعر غزل في التخلص الطربي، قبل أن يركز على المرثية في مرحلة لاحقة. اعتنق الإسلام وغيّر اسمه إلى غلام حسين. أشهر مرثياته تسمى غبراي جي زينب، غبراي جي زينب (الأردية: گھبراۓ گی زینب گھبراۓ گی زینب).

## طالع أيضًا
- قائمة كتاب المرثية باللغة الأردية[الإنجليزية]
- شهر أشوب[الإنجليزية]
- الأدب الأردي
- الشعر الأردي
- ريختة[الإنجليزية]
- تاريخ اللغة الأردية
- وحيد أختر[الإنجليزية]
- مارسيا كشميرية